# Saint-Hippolyte (Pirenéus Orientais)
Saint-Hippolyte é uma comuna francesa na região administrativa da Occitânia, no departamento dos Pirenéus Orientais. Estende-se por uma área de 14.65 km², com 3.131 habitantes, segundo o censo de 2018, com uma densidade de 210 hab/km².